# 阳和土家族乡
阳和土家族乡，是中华人民共和国湖南省张家界市慈利县下辖的一个乡镇级行政单位。

## 行政区划
阳和土家族乡下辖以下地区：
甲石村、大坊村、寨峪村、朱家嘴村、双坪村、渔浦村、官坊村、桃溪村、三溪村、长岭村、梨子坪村、戴家山村、杨家坪村、甄家坪村、七方峪村和凤渔村。